# Séminaire Saint-Joseph de Saïgon

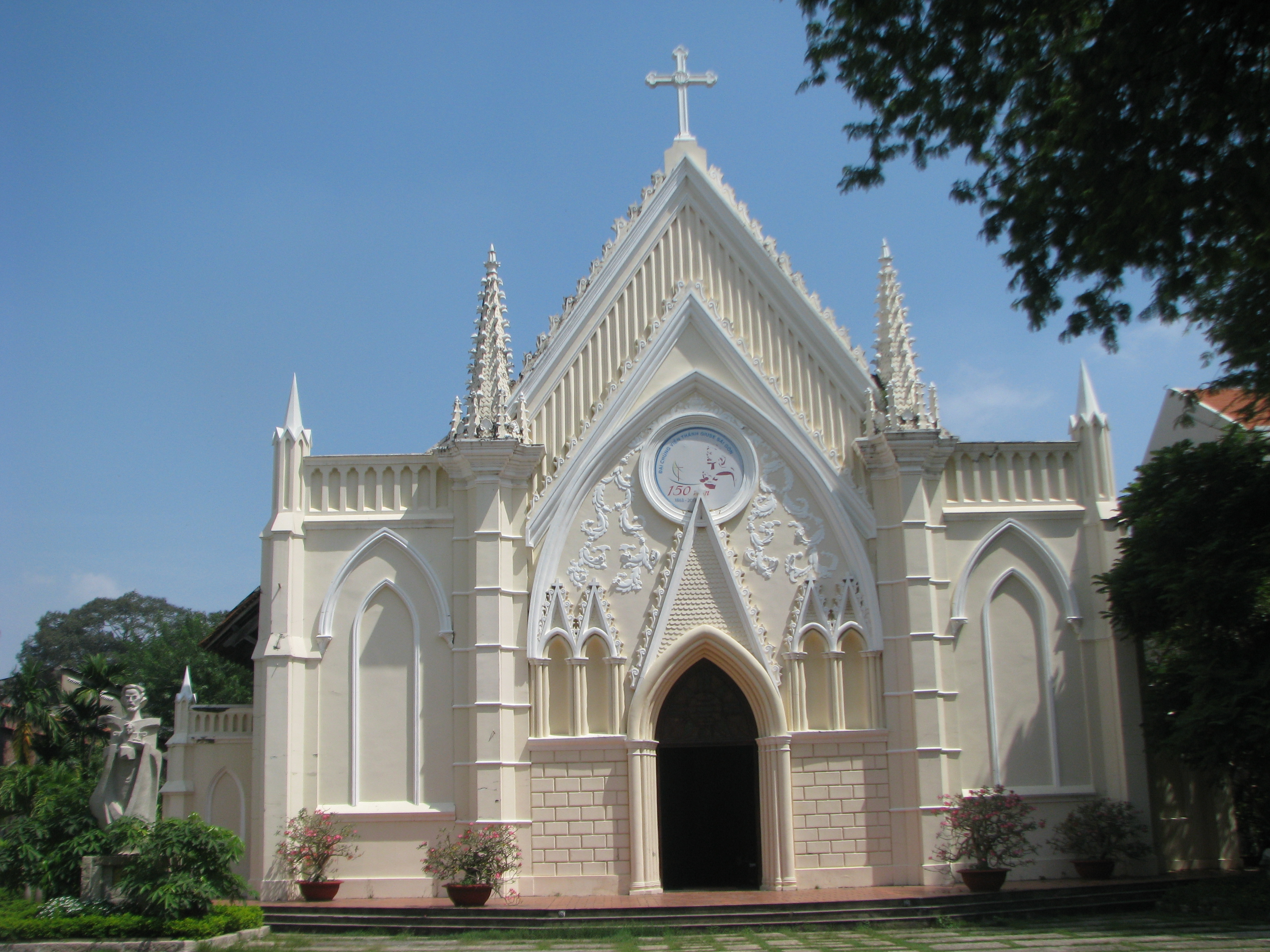
Chapelle du séminaire.

Le séminaire Saint-Joseph (vietnamien : Đại chủng viện Thánh Giuse Sài Gòn) est l'un des sept séminaires catholiques autorisés au Viêt Nam.

## Présentation
Il se trouve au sud du pays, au 6 rue Tôn Đức Thắng, dans le quartier (phường) de Bến Nghé du 1er arrondissement de Hô Chi Minh-Ville.
Il est dirigé par le P. Joseph Bui Cong Trac.
L'église du séminaire est un lieu prisé des touristes. Elle abrite des reliques de martyrs vietnamiens. Ils peuvent également visiter un petit musée des missions avec des livres anciens, des objets de culte, ou des antiquités cochinchinoises.
Le séminaire obtient l'autorisation d'ordonner annuellement les séminaristes en 2007.
Il accueille pour leurs études les séminaristes de l'archidiocèse d'Hô Chi Minh-Ville, du diocèse de Mỹ Tho et du diocèse de Phú Cường. Le 19 mars 2012, la première pierre d'une nouvelle partie du séminaire est bénite.
Le séminaire a fêté solennellement son cent-cinquantième anniversaire, le 19 mars 2013, jour de la fête de saint Joseph.

## Historique
Le grand séminaire Saint-Joseph a été fondé en 1863 par le R.-P. Théodore Wibaux (1820-1877) des missions étrangères de Paris sur le modèle du séminaire Saint-Joseph de Penang (Collège général, alors maison principale des Missions étrangères en Asie). Il y avait à partir de cette époque une chapelle Saint-Paul, un petit séminaire Saint-Paul, un grand séminaire Saint-Joseph avec sa chapelle, une imprimerie, divers bâtiments de service et un couvent. C'était l'un des plus grands établissements du vicariat apostolique de Cochinchine occidentale. Il est reconstruit et agrandi encore dans les années 1960.
Après la chute de Saïgon en 1975, lorsque le Nord Viêt Nam envahit le Sud Viêt Nam, les autorités communistes du Viêt Minh ferment le séminaire. Il est transformé en une école primaire et une école maternelle publiques, avec une école d'infirmières et un centre culturel, ainsi qu'en logements d'une soixantaine d'appartements. La partie orientale de l'ancien séminaire est démolie pour la construction d'une autoroute.
L'archidiocèse obtient la permission des autorités gouvernementales de réintégrer son séminaire en 1986. Après négociations, le gouvernement autorise des ordinations qui ne doivent avoir lieu que tous les deux ans et un accès limité à l'entrée du séminaire. Le séminaire Saint-Joseph de Xuan Loc accueille à partir de 2005 une partie des étudiants séminaristes du sud du Viêt Nam.